# Vajslovo
Vajslovo (mađ. Vajszló) je veliko selo (mađ. nagyközség) na krajnjem jugu Republike Mađarske.
Zauzima površinu od 17,71 km četvorni.

## Zemljopisni položaj
Nalazi se na 45° 51' 48" sjeverne zemljopisne širine i 17° 58' 34" istočne zemljopisne dužine, 5,5 km od rijeke Drave i granice s Republikom Hrvatskom. Podravska Moslavina u RH je udaljena 6 km južno-jugoistočno.
Nagycsány je 1,5 km zapadno-sjeverozapadno, Bešenca je 3 km sjeverozapadno, Páprád je 2,5 km sjeveroistočno, Sámod je 2,5 km istočno, Idvik je 1,5 km istočno-jugoistočno, Kisszentmárton je 3 km jugoistočno, Hirics je 2 km južno, Vejtiba je 4 km južno-jugozapadno, a Lúzsok je 2 km jugozapadno.

## Upravna organizacija
Upravno pripada Šeljinskoj mikroregiji u Baranjskoj županiji. Poštanski broj je 7838. 

## Povijest
U povijesnim dokumentima se prvi put spominje 1244. kao Woyzlou.
Izvori iz 1257., za doba vladanja kralja Bele IV. spominju da se onda pokraj Vajslova nalazila utvrda. U istoj godini se Vajslovo spominje u kontekstu sámodskog posjeda redovnica s Margitinog otoka.
1268. je kralj Stjepan V. potvrdio stavove Bele IV.
Selo je bilo dijelom Ugarske koje je palo pod tursku vlast. U doba kad su protjerani Turci, mali broj obitelji je preostao živjeti u Vajslovu.
Početkom 20. st. je Vajslovo doživjelo napredak jer je nekoliko ustanova djelovalo u selu, među kojima je bila i banka.

## Kulturne znamenitosti
- rimokatolička crkva s oltarom izrađenom u zopf stilu
- protestantska crkva
- spomen-muzej Jánosu Kodolányiu

## Promet
Nalazi se na željezničkoj prometnici Šeljin-Harkanj. U Vajslovu se nalazi željeznička postaja.

## Stanovništvo
Vajslovo ima 1926 stanovnika (2001.). Mađari su većina. 1,4% je Roma koji u selu imaju manjinsku samoupravu, Hrvata je 0,8%, a koji također imaju manjinsku samoupravu. U selu je još 0,3% Nijemaca i 0,2% Grka. Blizu dvije trećine stanovnika su rimokatolici, nešto manje od četvrtine su kalvinisti, a u selu je i mali broj grkokatolika i luterana.

### Poznate osobe
- János Kodolányi, mađarski književnik je 1909. – 19110. boravio u ovom selu

## Vanjske poveznice
- (mađ.) Vajszló honlapja
- Vajslovo na fallingrain.com